# Gail Goodrich

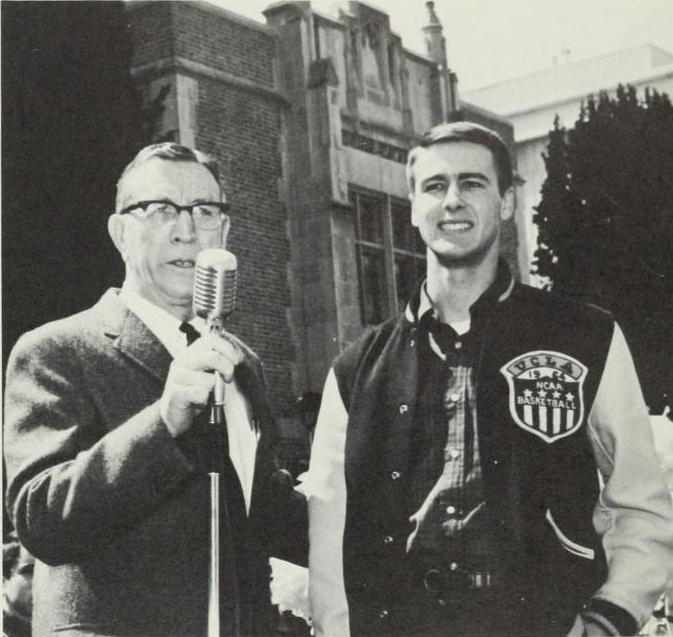
Goodrich i trener Wooden - 1965

Gail Charles Goodrich Jr. (ur. 23 kwietnia 1943 w Los Angeles) – amerykański koszykarz, występujący na pozycji rozgrywającego, mistrz NBA z 1972, członek Koszykarskiej Galerii Sław.
Mierzący 185 cm wzrostu koszykarz studiował na UCLA i dwa razy - w 1964 i 1965 - zostawał mistrzem rozgrywek uniwersyteckich (NCAA). Do NBA został wybrany z 10. numerem w drafcie w 1965 przez Los Angeles Lakers. W Lakers - z dwuletnią przerwą na grę w Phoenix Suns (1968-1970) - grał do 1976, w 1972 zdobył mistrzostwo. W NBA spędził 14 sezonów, zdobywając łącznie 19181 punktów. Karierę kończył w 1979 w New Orleans Jazz. Pięć razy był wybierany do udziału w meczu gwiazd NBA.
Jest jednym z ponad 40 zawodników w historii, którzy zdobyli zarówno mistrzostwo NCAA, jak i NBA w trakcie swojej kariery sportowej.

## Osiągnięcia
NCAA
- 2-krotny mistrz NCAA (1964, 1965)[2]
- Zawodnik Roku Helms Foundation (1965)[3]
- Zaliczony do I składu:
  - turnieju NCAA Final Four (1964, 1965)[4]
  - All-American (1965)[5]
  - Akademickiej Galerii Sław Koszykówki (2006)[6]
- Uczelnia zastrzegła należący do niego numer 25

NBA
- Mistrz NBA (1972)[7]
- 3-krotny wicemistrz NBA (1966, 1968, 1973)[7]
- Uczestnik meczu gwiazd:
  - NBA (1969, 1972–75)[8]
  - NBA vs ABA (1972)[9]
  - Legend NBA (1986, 1988)[10]
- Wybrany do I składu NBA (1974)[11]
- Klub Los Angeles Lakers zastrzegł należący do niego w numer 25[12]
- Wybrany do Koszykarskiej Galerii Sław (Naismith Memorial Basketball Hall Of Fame - 1996)[4]
- Lider play-off NBA w liczbie celnych rzutów wolnych (1972)[13]